# Mikronizacja
Mikronizacja – proces redukcji średnicy cząstek stałych materiału do wielkości rzędu mikrometrów, stosowany w wielu dziedzinach nauki i przemysłu, m.in. w farmaceutyce, przemyśle kosmetycznym, rolnictwie (mikronizacja pasz) czy górnictwie (przeróbka kopalin). Celem mikronizacji może być np. zmiana właściwości materiału (np. zwiększenie szybkości rozpuszczania się leków) bądź rozdrobnienie materiału umożliwiające użycie go w danym zastosowaniu (np. uzyskanie odpowiedniej wielkości ziaren ścierniwa do obróbki ściernej).